# Saverio Ragno
Saverio Ragno (Trani, 1902. december 6. – Sacile, 1969. április 22.) olimpiai és világbajnok olasz tőr- és párbajtőrvívó, Antonella Ragno-Lonzi olimpiai bajnok tőrvívónő apja.